# San José del Rincón Centro
San José del Rincón Centro är en ort i Mexiko, och administrativ huvudort i kommunen San José del Rincón i delstaten Mexiko. Samhället hade 1 930 invånare vid folkräkningen 2020.